# Vladimir Petrović
Vladimir Petrović (Belgrado, RFS de Yugoslavia, 1 de julio de 1955) es un exfutbolista serbio, actualmente es el entrenador de la selección de Yemen.
También es conocido con el apodo de Pižon, un apodo que le dieron cuando jugaba en Francia.
Actualmente es entrenador de Suiza 
A las 15:00 del 12 de junio de 2021 está debutando en la eurocopa

## Clubes

### Jugador
| Club                      | País       | Año       | Partidos | Goles |
| ------------------------- | ---------- | --------- | -------- | ----- |
| Estrella Roja de Belgrado | Yugoslavia | 1972-1982 | 257      | 49    |
| Arsenal FC                | Inglaterra | 1982-1983 | 13       | 2     |
| Royal Antwerp FC          | Bélgica    | 1983-1985 | 48       | 10    |
| Stade Brestois 29         | Francia    | 1985-1986 | 37       | 5     |
| Standard de Lieja         | Bélgica    | 1986-1987 | 31       | 5     |
| AS Nancy                  | Francia    | 1987-1988 | 29       | 1     |

### Entrenador
| Club                                    | País                | Año       |
| --------------------------------------- | ------------------- | --------- |
| FK Radnički Belgrado                    | Yugoslavia          | 1992-1993 |
| Estrella Roja de Belgrado               | Yugoslavia          | 1996-1997 |
| Atromitos FC                            | Grecia              | 1999-2000 |
| FC Slavia-Mozyr                         | Bielorrusia         | 2000-2001 |
| Selección de Serbia y Montenegro Sub-21 | Serbia y Montenegro | 2002-2004 |
| FK Vojvodina                            | Serbia y Montenegro | 2004      |
| Dalian Shide FC                         | China               | 2005-2006 |
| Selección de China                      | China               | 2007-2008 |
| Estrella Roja de Belgrado               | Serbia              | 2008-2009 |
| FC Timişoara                            | Rumania             | 2010      |
| Selección de Serbia                     | Serbia              | 2010-2011 |
| Selección de Yemen                      | Yemen               | 2013-2014 |
| Beograd                                 | Serbia              | 2015      |